# Bělořit černý

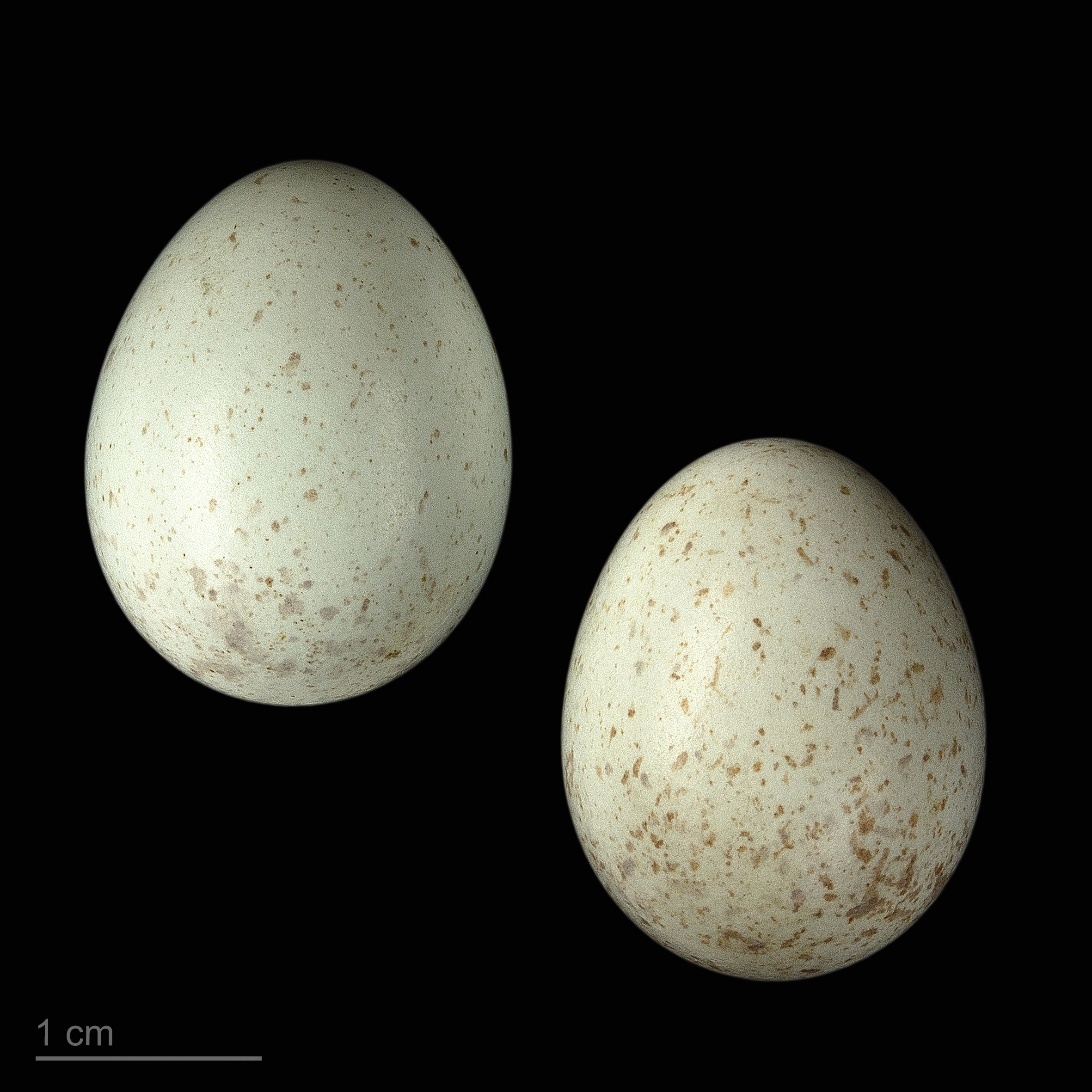
Oenanthe leucura leucura

Bělořit černý (Oenanthe leucura) je druh ptáka z čeledi lejskovití (Muscicapidae).

## Výskyt
Bělořit černý se vyskytuje na Pyrenejském poloostrově a v severní Africe, hnízdní kolonie byly zaznamenány v Portugalsku, Španělsku, Alžírsku, Libyi, Maroku, Tunisku a na západní Sahaře. Zbloudilí ptáci byli nalezeni např. na Apeninském či Balkánském poloostrově, a dokonce až v Norsku. Populace však bývají stálé. Celkový počet jedinců činí dle odhadů asi 60 000–70 000 dospělců, z toho asi pětina žije v Evropě.

## Popis
Bělořit černý dosahuje velikosti až 18 cm. Díky svým rozměrům a výraznému zbarvení patří mezi těžko zaměnitelné ptáky regionu. Zbarvení samců je jednotně černé, až na bíle opeřenou část ocasu, kostřec a ocasní krovky. Peří samic bývá doplněno o hnědé odstíny. Juvenilní ptáci se vesměs podobají samicím, ačkoli jejich opeření bývá o něco světlejší, na hřbetě doplněné o skvrnky.

## Chování a ekologie
Bělořit šedý se typicky vyhýbá nížinatým a zalesněným regionům. Dává přednost skalnaté suché krajině se skalními stěnami, roztroušenými balvany a řídkou křovinnou vegetací. Žije až do nadmořské výšky asi 2 000 metrů. Mezi kameny či pod skalními převisy si tito ptáci staví i svá hnízda, která mají podobu objemné šálkovité struktury a jež bývají umístěna na podkladu z plochých kamínků, klacíků, či dokonce olivových pecek. Doba hnízdění závisí na poloze, v severozápadní Africe hnízdění probíhá od ledna do června, v Pyrenejích si bělořitové začínají stavět hnízdo teprve od poloviny dubna. Snůška činí tři až pět vajec.
Jídelníček tvoří bezobratlí (hmyz, štíři), drobní obratlovci, částečně i bobule.

## Ohrožení
Podle IUCN jde o málo dotčený druh (k r. 2023).